# Linaria alpina
Linaria alpina, la linària alpina, és una planta amb flors de la família de les plantaginàcies. Tradicionalment el gènere Linaria havia estat situat dins de les escrofulariàcies.
Als Països Catalans és prou comuna en ambients rocosos de l'alta muntanya, sobretot als Pirineus.

## Descripció
És una planta perenne, amb tiges reptants (procumbents) que arriba a fer poc més d'un pam d'alçada, amb les fulles més o menys linears, verticil·lades. Les flors típicament són de color violeta (de vegades més clares o de color grogós), amb dues marques brunes al llavi inferior que marquen el lloc precís on l'insecte pol·linitzador ha d'aterrar per a poder accedir al nèctar nutritiu que hi ha a l'interior de la flor. Aquestes flors surten agrupades en número de 3 a 15, en inflorescències situades al capdamunt de les tiges.
És una espècie pròpia de les muntanyes del centre i sud d'Europa: als Alps, els Apenins els Balcans i sistemes muntanyosos de la península Ibèrica. Als Països Catalans es pot trobar als Pirineus en sentit ampli, en ambients rocosos i prats pedregosos de l'alta muntanya, des de l'estatge subalpí fins a dalt de tot de les muntanyes, per sobre dels 3.000 metres. També hi ha una citació al País Valencià, a 1.200 metres d'altitud, a la part més alta de la comarca de l'Alt Palància, tocant a Aragó.

## Taxonomia i distribució
Al ser una espècie típica de muntanyes, tendeix a diferenciar-se en cadascun del sistemes on viu, formant el que hom pot entendre com a varietats o subespècies, o bé descriure-les directament com a espècies diferents. Segons la Flora dels Països Catalans hi tenim dos taxons  un xic diferents:
- Linaria alpina ssp. alpina var. aciculifolia (Br.-Bl.) Bolos et Vigo, que seria la que es trobaria als Pirineus. És una herba perenne, amb les fulles totes verticil·lades.
- Linaria alpina ssp. propinqua (Bois et. Reut) P.Monts var. badalii (Willk. X Loscos) P.Monts, que tendeix a ser una planta anual, amb les fulles superiors amb disposició esparsa i no verticil·lades i les flors més aviat grogoses o blanquinoses, més pròpia del sistema ibèric, Podria correspondre amb el que a la Base de dades de "Plants of the World Online" anomenen Linaria badalii Willk.[4] o bé Linaria propinqua Boiss. & Reut.[5] que segons Bolós i Vigo serien la mateixa cosa.[2] Segons el criteri de flora ibérica caldria identificar aquest tàxon dels PPCC amb la forma L.badalii, ja que situen a L.propinqua al nord de la península Ibèrica, entre Navarra, el País Basc i Santander.[3]

Una cita de L.alpina del 2018, a les muntanyes de Prades, que consta a la BDBC, potser correspondria, igual que les cites de l'Alt Palància, a aquest altre tàxon del sistema Ibèric o bé al tàxon típic dels Pirineus, però no hi ha més detalls que permetin afirmar-ho.

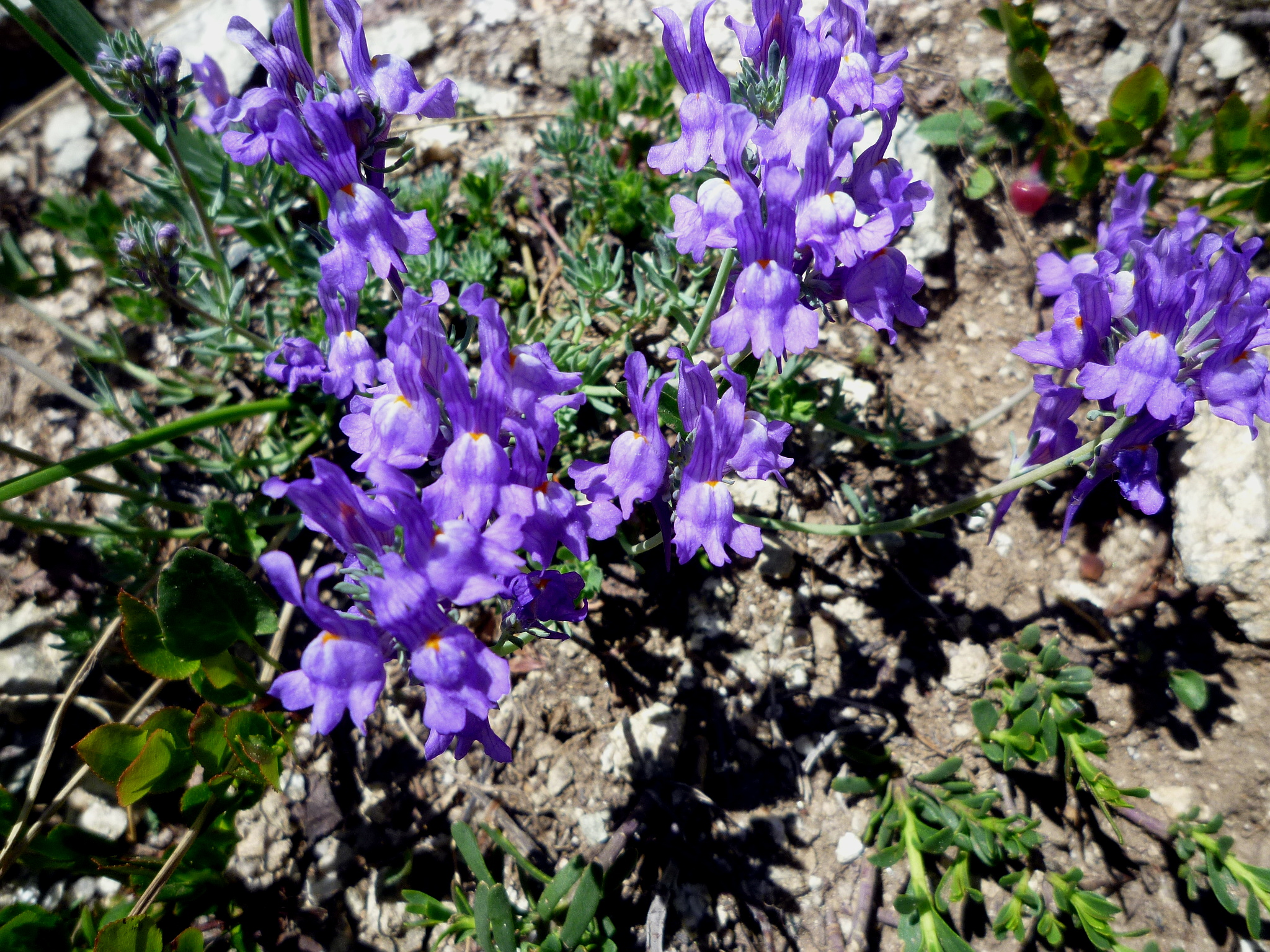
exemplar amb la gola de color blanquinós prop de l'E.Gento.
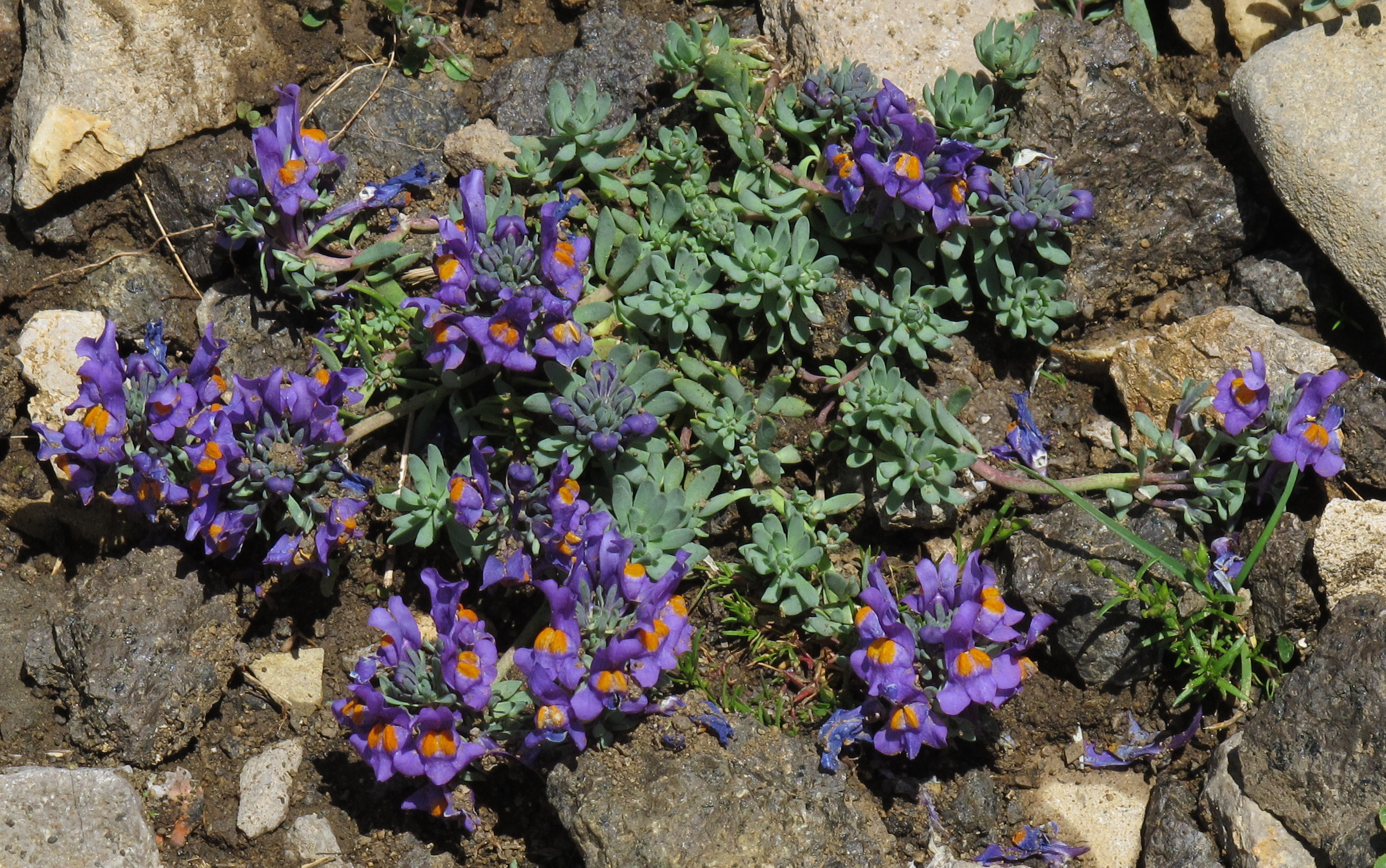
exemplar d'Itàlia amb les tiges procumbents i les fulles verticil·lades un xic més amples del normal als PPCC.
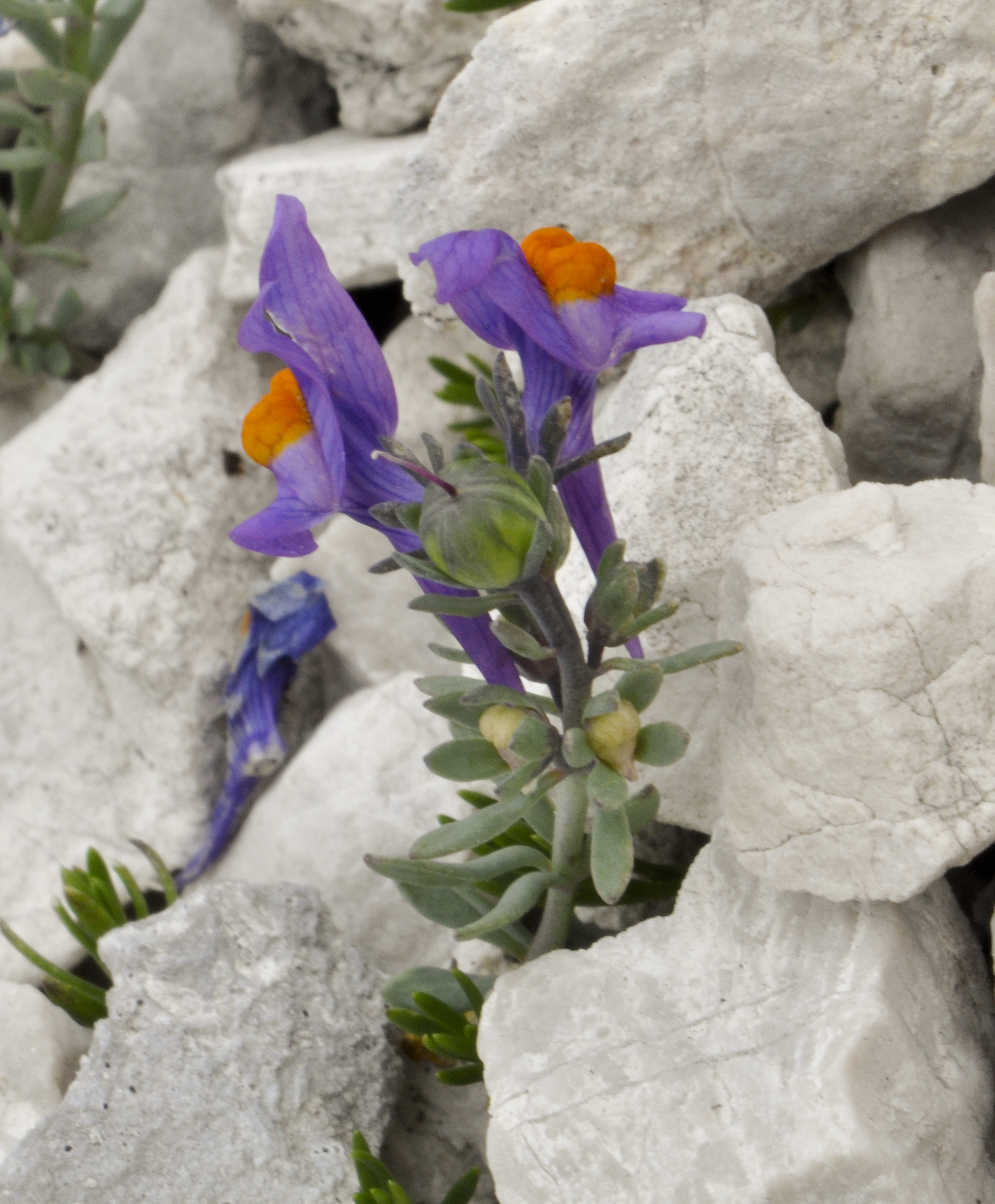
exemplar amb un fruit en forma de  càpsula subglobosa.
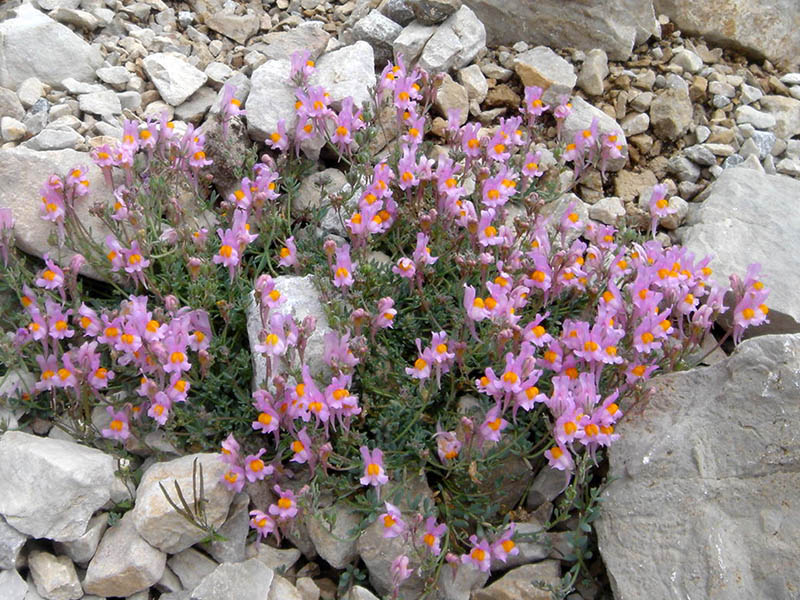
amb flors rosàcies als Picos de Europa (subsp. filicaulis)
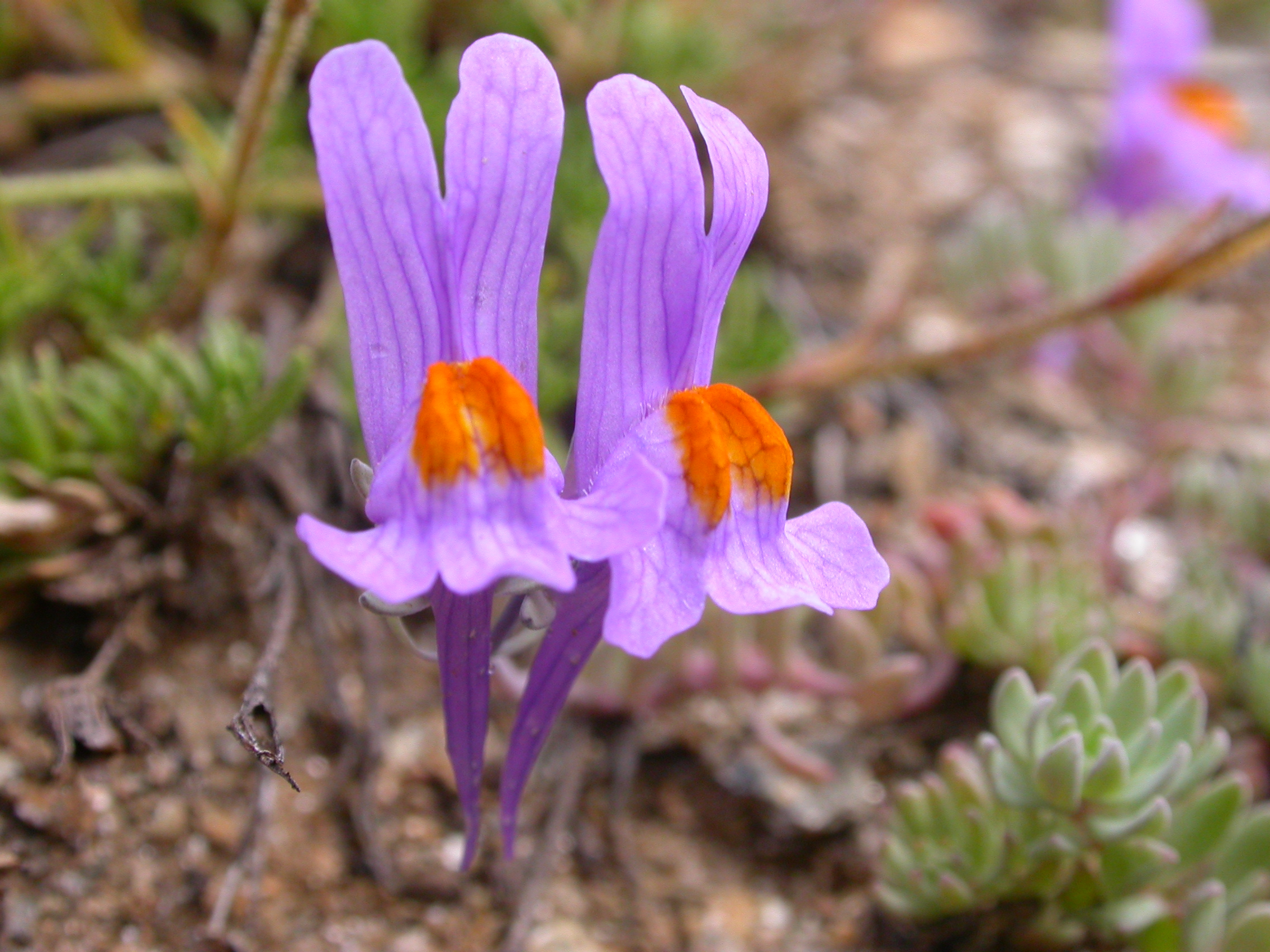
detall de la flor, amb l'esperó estretament cònic.